# Carla Pernambuco
Carla Beatriz Danesi Pernambuco, conhecido como Carla Pernambuco (Porto Alegre, 13 de novembro de 1959), é uma culinarista, pesquisadora, apresentadora e empresária brasileira.
Natural de Porto Alegre, ela estudou Comunicação na UFRGS, foi atriz e, nos anos de 1990, fez parte do grupo de chefs que lutaram pelo reconhecimento da culinária brasileira.

## História
Depois de se aventurar no teatro e na comunicação, Carla fez um curso de culinária na Peter Kump´s School of Culinary em Nova York no ano de 1992.  Além disso, cursou a The French Culinary Institute e trabalhou em diversos restaurantes dentro e fora do Brasil, como o The Cleaver Company Catering e o menu carioca Bartholomeu.
Em 1995, ela abriu o restaurante Carlota em São Paulo, que rendeu citação na lista Hot Tables, da revista Conde Nast Trabler, como um dos 50 melhores restaurantes do mundo.
Ela gerencia os restaurantes Gourmet Garage Las Chicas e Carlota Studio 768, sendo que o primeiro foi tema do livro Las Chicas Gourmet Garage, que ela lançou junto com Carolina Brandão conta histórias e receitas do restaurante.

## Trabalhos na mídia
Além de comandar os restaurantes, Carla também mantém um blog de receitas no site da MSN Estilo e é colunista da Band FM, das revistas Casa&Comida e Estilo Zaffari e comanda o programa de TV Brasil no Prato que iniciou em um dos canais da Fox Life Brasil, o Bem Simples.
Carla também foi uma das conselheiras de João Dória Jr. na oitava temporada do programa O Aprendiz da Rede Record, por meio do qual sua exposição na mídia cresceu ainda mais. Ela tem seis livros publicados, sendo o mais recente As Deliciosas Férias de Beatriz, publicado pela editora Leya.Em 2018 foi contratada pela TV Gazeta para ser uma das apresentadoras do Cozinha Amiga

## Prêmios
- Chef do Ano (Revista Gula 2005);[3]
- Carlota – Melhor Cozinha Contemporânea (Veja Rio 2005);[3]
- Carlota – Melhor Sobremesa (Rio Show 2005)[3]